# Acalolepta pseudoproducta
Acalolepta pseudoproducta är en skalbaggsart som först beskrevs av Stefan von Breuning 1936.  Acalolepta pseudoproducta ingår i släktet Acalolepta och familjen långhorningar. Inga underarter finns listade i Catalogue of Life.